# Io canto Generation
Io canto Generation è un programma televisivo italiano e spin-off di Io canto di genere talent show e musicale, in onda in prima serata su Canale 5 dal 22 novembre 2023 con la conduzione di Gerry Scotti.

## Il programma
L'obiettivo del programma resta quello di eleggere la voce più promettente tra bambini e ragazzi di età compresa tra i 10 e i 15 anni in cui la musica, però, resta la protagonista assoluta.

### Il format
Nel mese di luglio del 2023 Mediaset ha ufficializzato l'arrivo di un nuovo spin-off di Io canto dal titolo Io canto Generation. La prima edizione, realizzata presso lo studio 20 del Centro di produzione Mediaset di Cologno Monzese e dopo vari rinvii, è andata in onda in prima serata su Canale 5 dal 22 novembre al 27 dicembre 2023 sempre con la conduzione di Gerry Scotti, affiancato dalla giuria composta da Claudio Amendola, Michelle Hunziker, Al Bano (sostituito da Chiara Tortorella nella terza puntata del 6 dicembre 2023) e Orietta Berti, dai coach Iva Zanicchi, Fausto Leali, Anna Tatangelo, Cristina Scuccia, Mietta e Benedetta Caretta e con la partecipazione di Chiara Tortorella in qualità di inviata per R101. L'edizione si è conclusa con la vittoria di Marta Viola, che si è anche aggiudicata il premio R101.
Dopo il successo della prima edizione, il programma, realizzato nuovamente presso lo studio 20 del Centro di produzione Mediaset di Cologno Monzese, è tornato in onda in prima serata su Canale 5 dal 9 ottobre al 13 novembre 2024 con una seconda edizione, sempre con la conduzione di Gerry Scotti, affiancato dalla giuria composta da Claudio Amendola, Michelle Hunziker, Al Bano (assente nella prima puntata del 9 ottobre 2024), Orietta Berti, Iva Zanicchi e Fabio Rovazzi, dai coach Fausto Leali, Anna Tatangelo, Cristina Scuccia, Mietta, Benedetta Caretta e Lola Ponce e con la partecipazione di Chiara Tortorella in qualità di inviata per R101. L'edizione si è conclusa con la vittoria di Namite Selvaggi, mentre il premio R101 è stato assegnato a Mariafrancesca Cennamo.

### Meccanismo e opportunità offerte
Il nuovo meccanismo prevede una sfida tra sei squadre capitanate da alcune eccellenze della musica italiana; al termine di ogni puntata i due concorrenti con i voti più bassi della squadra ultima in classifica, dovranno abbandonare il programma. Durante la semifinale i ragazzi in gara invece, vengono scremati in due sole squadre per contendersi un posto in finale dove ciascun concorrente giocherà per conto suo.
I vincitori si aggiudicano il diritto di seguire un percorso formativo presso la New York Film Academy nella sede di Firenze, dove successivamente ottengono l'opportunità di essere accompagnati a Broadway per seguire uno stage presso la sede principale di New York. I vincitori del premio tecnico di R101, la radio ufficiale del programma, insieme al contributo della giuria, hanno la possibilità di registrare una cover.

### Studi televisivi
| Studio                                                         | Edizioni | Edizioni | Totale |
| Studio                                                         | 1ª       | 2ª       | Totale |
| -------------------------------------------------------------- | -------- | -------- | ------ |
| Studio 20 del Centro di produzione Mediaset di Cologno Monzese |          |          | 2      |

## Cast

### Conduzione
| Conduzione   | Edizioni | Edizioni | Totale |
| Conduzione   | 1ª       | 2ª       | Totale |
| ------------ | -------- | -------- | ------ |
| Gerry Scotti |          |          | 2      |

### Giuria e coach
Legenda
     Giudice fisso
     Coach
| Giurati / Coach   | Edizioni | Edizioni | Totale |
| Giurati / Coach   | 1ª       | 2ª       | Totale |
| ----------------- | -------- | -------- | ------ |
| Claudio Amendola  |          |          | 2      |
| Iva Zanicchi      |          |          | 2      |
| Fausto Leali      |          |          | 2      |
| Michelle Hunziker |          |          | 2      |
| Cristina Scuccia  |          |          | 2      |
| Mietta            |          |          | 2      |
| Anna Tatangelo    |          |          | 2      |
| Benedetta Caretta |          |          | 2      |
| Al Bano           |          |          | 2      |
| Orietta Berti     |          |          | 2      |
| Chiara Tortorella |          |          | 1      |
| Fabio Rovazzi     |          |          | 1      |
| Lola Ponce        |          |          | 1      |

### Direttori d'orchestra
| Direttore d'orchestra | Edizioni | Edizioni | Totale |
| Direttore d'orchestra | 1ª       | 2ª       | Totale |
| --------------------- | -------- | -------- | ------ |
| Valeriano Chiaravalle |          |          | 2      |

### Radio speaker
Legenda
     Inviato/a
     Emittente radiofonica
| Inviato/a / Speaker | Edizioni | Edizioni | Totale |
| Inviato/a / Speaker | 1ª       | 2ª       | Totale |
| ------------------- | -------- | -------- | ------ |
| Chiara Tortorella   |          |          | 2      |
| R101                |          |          | 2      |

## Edizioni
| Edizione | Anno | Conduzione   | Periodo          | Periodo          | Puntate | Giuria           | Giuria            | Giuria  | Giuria        | Giuria            | Giuria            | Coach          | Coach            | Coach             | Coach        | Coach        | Coach  | Inviati                  | Regia         | Concorrenti | Montepremi | Vincitori       |
| Edizione | Anno | Conduzione   | Inizio           | Fine             | Puntate | Giuria           | Giuria            | Giuria  | Giuria        | Giuria            | Giuria            | Coach          | Coach            | Coach             | Coach        | Coach        | Coach  | Inviati                  | Regia         | Concorrenti | Montepremi | Vincitori       |
| -------- | ---- | ------------ | ---------------- | ---------------- | ------- | ---------------- | ----------------- | ------- | ------------- | ----------------- | ----------------- | -------------- | ---------------- | ----------------- | ------------ | ------------ | ------ | ------------------------ | ------------- | ----------- | ---------- | --------------- |
| 1ª       | 2023 | Gerry Scotti | 22 novembre 2023 | 27 dicembre 2023 | 6       | Claudio Amendola | Michelle Hunziker | Al Bano | Orietta Berti | Chiara Tortorella | Chiara Tortorella | Anna Tatangelo | Cristina Scuccia | Benedetta Caretta | Fausto Leali | Iva Zanicchi | Mietta | Chiara Tortorella (R101) | Roberto Cenci | 24          | 50000 €    | Marta Viola     |
| 2ª       | 2024 | Gerry Scotti | 9 ottobre 2024   | 13 novembre 2024 | 6       | Claudio Amendola | Michelle Hunziker | Al Bano | Orietta Berti | Iva Zanicchi      | Fabio Rovazzi     | Anna Tatangelo | Cristina Scuccia | Benedetta Caretta | Fausto Leali | Lola Ponce   | Mietta | Chiara Tortorella (R101) | Roberto Cenci | 24          | 50000 €    | Namite Selvaggi |

## Audience
| Edizione | Rete televisiva | Anno | Stagione        | Programmazione | Programmazione | Programmazione | Programmazione | Programmazione | Programmazione | Programmazione | Collocazione | Media auditel  | Media auditel | Premiere       | Premiere | Finale         | Finale |
| Edizione | Rete televisiva | Anno | Stagione        | L              | M              | M              | G              | V              | S              | D              | Collocazione | Telespettatori | Share         | Telespettatori | Share    | Telespettatori | Share  |
| -------- | --------------- | ---- | --------------- | -------------- | -------------- | -------------- | -------------- | -------------- | -------------- | -------------- | ------------ | -------------- | ------------- | -------------- | -------- | -------------- | ------ |
| 1ª       | Canale 5        | 2023 | autunno-inverno |                |                |                |                |                |                |                | Prima serata | 2 955 000      | 20,72%        | 3 191 000      | 21,54%   | 3 180 000      | 24,03% |
| 2ª       | Canale 5        | 2024 | autunno         |                | 2 300 000      | 16,55%         | 2 458 000      | 18,12%         | 2 220 000      | 17,34%         | Prima serata |                |               |                |          |                |        |

## Sigla
La sigla è la canzone What Is Love di Haddaway, mentre per l'entrata in studio del conduttore, invece viene usata Here Comes the Hotstepper di Ini Kamoze.